# Lignes routières Zou ! dans le Vaucluse
Pour un article plus général, voir Zou !.
 (mars 2025).
Si vous disposez d'ouvrages ou d'articles de référence ou si vous connaissez des sites web de qualité traitant du thème abordé ici, merci de compléter l'article en donnant les références utiles à sa vérifiabilité et en les liant à la section « Notes et références ».
Lignes routières Zou ! dans le Vaucluse est la liste des lignes d'autocars Zou ! du Vaucluse issues de l'ancien réseau TransVaucluse.

## Lignes de proximité
| Ligne | Caractéristiques | Caractéristiques                | Caractéristiques                | Caractéristiques                | Caractéristiques                | Caractéristiques                           | Caractéristiques                         | Caractéristiques                | Caractéristiques                                  |
| 901   | Orange ⥋ Bollène | Orange ⥋ Bollène                | Orange ⥋ Bollène                | Orange ⥋ Bollène                | Orange ⥋ Bollène                | Orange ⥋ Bollène                           | Orange ⥋ Bollène                         | Orange ⥋ Bollène                | Orange ⥋ Bollène                                  |
| ----- | --- | ------------------------------- | ------------------------------- | ------------------------------- | ------------------------------- | ------------------------------------------ | ---------------------------------------- | ------------------------------- | ------------------------------------------------- |
| 901   | Ouverture / Fermeture — / — | Longueur —                      | Durée 1h5 min                   | Nb. d’arrêts —                  | Matériel —                      | Jours de fonctionnement —                  | Jour / Soir / Nuit / Fêtes — / — / — / — | Voy. / an —                     | Exploitant Cars Auran                             |
| 901   | Desserte : Orange - Bollène |                                 |                                 |                                 |                                 |                                            |                                          |                                 |                                                   |
| 901   | Autre : |                                 |                                 |                                 |                                 |                                            |                                          |                                 |                                                   |
| 901   | Dernière actualisation : — |                                 |                                 |                                 |                                 |                                            |                                          |                                 |                                                   |
| 902   | Avignon ⥋ Orange | Avignon ⥋ Orange                | Avignon ⥋ Orange                | Avignon ⥋ Orange                | Avignon ⥋ Orange                | Avignon ⥋ Orange                           | Avignon ⥋ Orange                         | Avignon ⥋ Orange                | Avignon ⥋ Orange                                  |
| 902   | Ouverture / Fermeture — / — | Longueur —                      | Durée 1h5 min                   | Nb. d’arrêts —                  | Matériel —                      | Jours de fonctionnement —                  | Jour / Soir / Nuit / Fêtes — / — / — / — | Voy. / an —                     | Exploitant Voyages Arnaud                         |
| 902   | Desserte : Avignon - Orange |                                 |                                 |                                 |                                 |                                            |                                          |                                 |                                                   |
| 902   | Autre : |                                 |                                 |                                 |                                 |                                            |                                          |                                 |                                                   |
| 902   | Dernière actualisation : — |                                 |                                 |                                 |                                 |                                            |                                          |                                 |                                                   |
| 903   | Orange ⥋ Valréas | Orange ⥋ Valréas                | Orange ⥋ Valréas                | Orange ⥋ Valréas                | Orange ⥋ Valréas                | Orange ⥋ Valréas                           | Orange ⥋ Valréas                         | Orange ⥋ Valréas                | Orange ⥋ Valréas                                  |
| 903   | Ouverture / Fermeture — / — | Longueur —                      | Durée 54 min                    | Nb. d’arrêts —                  | Matériel —                      | Jours de fonctionnement —                  | Jour / Soir / Nuit / Fêtes — / — / — / — | Voy. / an —                     | Exploitant CTP Cars Lieutaud                      |
| 903   | Desserte : Orange - Valréas |                                 |                                 |                                 |                                 |                                            |                                          |                                 |                                                   |
| 903   | Autre : |                                 |                                 |                                 |                                 |                                            |                                          |                                 |                                                   |
| 903   | Dernière actualisation : — |                                 |                                 |                                 |                                 |                                            |                                          |                                 |                                                   |
| 904   | Orange ⥋ Vaison-la-Romaine | Orange ⥋ Vaison-la-Romaine      | Orange ⥋ Vaison-la-Romaine      | Orange ⥋ Vaison-la-Romaine      | Orange ⥋ Vaison-la-Romaine      | Orange ⥋ Vaison-la-Romaine                 | Orange ⥋ Vaison-la-Romaine               | Orange ⥋ Vaison-la-Romaine      | Orange ⥋ Vaison-la-Romaine                        |
| 904   | Ouverture / Fermeture — / — | Longueur —                      | Durée 1h min                    | Nb. d’arrêts —                  | Matériel —                      | Jours de fonctionnement —                  | Jour / Soir / Nuit / Fêtes — / — / — / — | Voy. / an —                     | Exploitant CTP Cars Lieutaud                      |
| 904   | Desserte : — |                                 |                                 |                                 |                                 |                                            |                                          |                                 |                                                   |
| 904   | Autre : Orange - Vaison-la-Romaine |                                 |                                 |                                 |                                 |                                            |                                          |                                 |                                                   |
| 904   | Dernière actualisation : — |                                 |                                 |                                 |                                 |                                            |                                          |                                 |                                                   |
| 905   | Avignon ⥋ Carpentras | Avignon ⥋ Carpentras            | Avignon ⥋ Carpentras            | Avignon ⥋ Carpentras            | Avignon ⥋ Carpentras            | Avignon ⥋ Carpentras                       | Avignon ⥋ Carpentras                     | Avignon ⥋ Carpentras            | Avignon ⥋ Carpentras                              |
| 905   | Ouverture / Fermeture — / — | Longueur —                      | Durée 45 min                    | Nb. d’arrêts —                  | Matériel —                      | Jours de fonctionnement —                  | Jour / Soir / Nuit / Fêtes — / — / — / — | Voy. / an —                     | Exploitant Transdev Vaucluse                      |
| 905   | Desserte : — |                                 |                                 |                                 |                                 |                                            |                                          |                                 |                                                   |
| 905   | Autre : |                                 |                                 |                                 |                                 |                                            |                                          |                                 |                                                   |
| 905   | Dernière actualisation : — |                                 |                                 |                                 |                                 |                                            |                                          |                                 |                                                   |
| 906   | Avignon ⥋ L'Isle-sur-la-Sorgue | Avignon ⥋ L'Isle-sur-la-Sorgue  | Avignon ⥋ L'Isle-sur-la-Sorgue  | Avignon ⥋ L'Isle-sur-la-Sorgue  | Avignon ⥋ L'Isle-sur-la-Sorgue  | Avignon ⥋ L'Isle-sur-la-Sorgue             | Avignon ⥋ L'Isle-sur-la-Sorgue           | Avignon ⥋ L'Isle-sur-la-Sorgue  | Avignon ⥋ L'Isle-sur-la-Sorgue                    |
| 906   | Ouverture / Fermeture — / — | Longueur —                      | Durée 50 min                    | Nb. d’arrêts —                  | Matériel —                      | Jours de fonctionnement —                  | Jour / Soir / Nuit / Fêtes — / — / — / — | Voy. / an —                     | Exploitant Raoux Voyages                          |
| 906   | Desserte : Avignon - L'Isle-sur-la-Sorgue |                                 |                                 |                                 |                                 |                                            |                                          |                                 |                                                   |
| 906   | Autre : |                                 |                                 |                                 |                                 |                                            |                                          |                                 |                                                   |
| 906   | Dernière actualisation : — |                                 |                                 |                                 |                                 |                                            |                                          |                                 |                                                   |
| 907   | Avignon ⥋ Cavaillon | Avignon ⥋ Cavaillon             | Avignon ⥋ Cavaillon             | Avignon ⥋ Cavaillon             | Avignon ⥋ Cavaillon             | Avignon ⥋ Cavaillon                        | Avignon ⥋ Cavaillon                      | Avignon ⥋ Cavaillon             | Avignon ⥋ Cavaillon                               |
| 907   | Ouverture / Fermeture — / — | Longueur —                      | Durée 40 min                    | Nb. d’arrêts —                  | Matériel —                      | Jours de fonctionnement —                  | Jour / Soir / Nuit / Fêtes — / — / — / — | Voy. / an —                     | Exploitant Raoux Voyages                          |
| 907   | Desserte : Avignon - Cavaillon |                                 |                                 |                                 |                                 |                                            |                                          |                                 |                                                   |
| 907   | Autre : |                                 |                                 |                                 |                                 |                                            |                                          |                                 |                                                   |
| 907   | Dernière actualisation : — |                                 |                                 |                                 |                                 |                                            |                                          |                                 |                                                   |
| 908   | Cavaillon ⥋ Cucuron | Cavaillon ⥋ Cucuron             | Cavaillon ⥋ Cucuron             | Cavaillon ⥋ Cucuron             | Cavaillon ⥋ Cucuron             | Cavaillon ⥋ Cucuron                        | Cavaillon ⥋ Cucuron                      | Cavaillon ⥋ Cucuron             | Cavaillon ⥋ Cucuron                               |
| 908   | Ouverture / Fermeture — / — | Longueur —                      | Durée 1h25 min                  | Nb. d’arrêts —                  | Matériel —                      | Jours de fonctionnement —                  | Jour / Soir / Nuit / Fêtes — / — / — / — | Voy. / an —                     | Exploitant Société des Autocars de Haute-Provence |
| 908   | Desserte : Cavaillon - Cadenet - Pertuis - Cucuron |                                 |                                 |                                 |                                 |                                            |                                          |                                 |                                                   |
| 908   | Autre : |                                 |                                 |                                 |                                 |                                            |                                          |                                 |                                                   |
| 908   | Dernière actualisation : — |                                 |                                 |                                 |                                 |                                            |                                          |                                 |                                                   |
| 909   | Apt ⥋ Aix-en-Provence | Apt ⥋ Aix-en-Provence           | Apt ⥋ Aix-en-Provence           | Apt ⥋ Aix-en-Provence           | Apt ⥋ Aix-en-Provence           | Apt ⥋ Aix-en-Provence                      | Apt ⥋ Aix-en-Provence                    | Apt ⥋ Aix-en-Provence           | Apt ⥋ Aix-en-Provence                             |
| 909   | Ouverture / Fermeture — / — | Longueur —                      | Durée 1h45 min                  | Nb. d’arrêts —                  | Matériel —                      | Jours de fonctionnement —                  | Jour / Soir / Nuit / Fêtes — / — / — / — | Voy. / an —                     | Exploitant Société des Autocars de Haute-Provence |
| 909   | Desserte : Apt - Cadenet - Aix-en-Provence |                                 |                                 |                                 |                                 |                                            |                                          |                                 |                                                   |
| 909   | Autre : |                                 |                                 |                                 |                                 |                                            |                                          |                                 |                                                   |
| 909   | Dernière actualisation : — |                                 |                                 |                                 |                                 |                                            |                                          |                                 |                                                   |
| 910   | Carpentras ⥋ Orange | Carpentras ⥋ Orange             | Carpentras ⥋ Orange             | Carpentras ⥋ Orange             | Carpentras ⥋ Orange             | Carpentras ⥋ Orange                        | Carpentras ⥋ Orange                      | Carpentras ⥋ Orange             | Carpentras ⥋ Orange                               |
| 910   | Ouverture / Fermeture — / — | Longueur —                      | Durée 55 min                    | Nb. d’arrêts —                  | Matériel —                      | Jours de fonctionnement —                  | Jour / Soir / Nuit / Fêtes — / — / — / — | Voy. / an —                     | Exploitant Voyages Arnaud                         |
| 910   | Desserte : Carpentras - Orange |                                 |                                 |                                 |                                 |                                            |                                          |                                 |                                                   |
| 910   | Autre : |                                 |                                 |                                 |                                 |                                            |                                          |                                 |                                                   |
| 910   | Dernière actualisation : — |                                 |                                 |                                 |                                 |                                            |                                          |                                 |                                                   |
| 911   | Carpentras ⥋ Vaison-la-Romaine | Carpentras ⥋ Vaison-la-Romaine  | Carpentras ⥋ Vaison-la-Romaine  | Carpentras ⥋ Vaison-la-Romaine  | Carpentras ⥋ Vaison-la-Romaine  | Carpentras ⥋ Vaison-la-Romaine             | Carpentras ⥋ Vaison-la-Romaine           | Carpentras ⥋ Vaison-la-Romaine  | Carpentras ⥋ Vaison-la-Romaine                    |
| 911   | Ouverture / Fermeture — / — | Longueur —                      | Durée 50 min                    | Nb. d’arrêts —                  | Matériel —                      | Jours de fonctionnement —                  | Jour / Soir / Nuit / Fêtes — / — / — / — | Voy. / an —                     | Exploitant CTP Cars Lieutaud                      |
| 911   | Desserte : Carpentras - Vaison-la-Romaine |                                 |                                 |                                 |                                 |                                            |                                          |                                 |                                                   |
| 911   | Autre : |                                 |                                 |                                 |                                 |                                            |                                          |                                 |                                                   |
| 911   | Dernière actualisation : — |                                 |                                 |                                 |                                 |                                            |                                          |                                 |                                                   |
| 912   | Carpentras ⥋ Sault | Carpentras ⥋ Sault              | Carpentras ⥋ Sault              | Carpentras ⥋ Sault              | Carpentras ⥋ Sault              | Carpentras ⥋ Sault                         | Carpentras ⥋ Sault                       | Carpentras ⥋ Sault              | Carpentras ⥋ Sault                                |
| 912   | Ouverture / Fermeture — / — | Longueur —                      | Durée variable min              | Nb. d’arrêts —                  | Matériel —                      | Jours de fonctionnement —                  | Jour / Soir / Nuit / Fêtes — / — / — / — | Voy. / an —                     | Exploitant CTP Cars Lieutaud                      |
| 912   | Desserte : Carpentras - Sault |                                 |                                 |                                 |                                 |                                            |                                          |                                 |                                                   |
| 912   | Autre : |                                 |                                 |                                 |                                 |                                            |                                          |                                 |                                                   |
| 912   | Dernière actualisation : — |                                 |                                 |                                 |                                 |                                            |                                          |                                 |                                                   |
| 913   | Carpentras ⥋ Cavaillon | Carpentras ⥋ Cavaillon          | Carpentras ⥋ Cavaillon          | Carpentras ⥋ Cavaillon          | Carpentras ⥋ Cavaillon          | Carpentras ⥋ Cavaillon                     | Carpentras ⥋ Cavaillon                   | Carpentras ⥋ Cavaillon          | Carpentras ⥋ Cavaillon                            |
| 913   | Ouverture / Fermeture — / — | Longueur —                      | Durée 50 min                    | Nb. d’arrêts —                  | Matériel —                      | Jours de fonctionnement —                  | Jour / Soir / Nuit / Fêtes — / — / — / — | Voy. / an —                     | Exploitant Raoux Voyages                          |
| 913   | Desserte : Carpentras - Cavaillon |                                 |                                 |                                 |                                 |                                            |                                          |                                 |                                                   |
| 913   | Autre : |                                 |                                 |                                 |                                 |                                            |                                          |                                 |                                                   |
| 913   | Dernière actualisation : — |                                 |                                 |                                 |                                 |                                            |                                          |                                 |                                                   |
| 914   | Apt ⥋ L'Isle-sur-la-Sorgue | Apt ⥋ L'Isle-sur-la-Sorgue      | Apt ⥋ L'Isle-sur-la-Sorgue      | Apt ⥋ L'Isle-sur-la-Sorgue      | Apt ⥋ L'Isle-sur-la-Sorgue      | Apt ⥋ L'Isle-sur-la-Sorgue                 | Apt ⥋ L'Isle-sur-la-Sorgue               | Apt ⥋ L'Isle-sur-la-Sorgue      | Apt ⥋ L'Isle-sur-la-Sorgue                        |
| 914   | Ouverture / Fermeture — / — | Longueur —                      | Durée 37 min                    | Nb. d’arrêts —                  | Matériel —                      | Jours de fonctionnement —                  | Jour / Soir / Nuit / Fêtes — / — / — / — | Voy. / an —                     | Exploitant Transdev Vaucluse                      |
| 914   | Desserte : Apt - L'Isle-sur-la-Sorgue |                                 |                                 |                                 |                                 |                                            |                                          |                                 |                                                   |
| 914   | Autre : |                                 |                                 |                                 |                                 |                                            |                                          |                                 |                                                   |
| 914   | Dernière actualisation : — |                                 |                                 |                                 |                                 |                                            |                                          |                                 |                                                   |
| 915   | Avignon ⥋ La Brillanne | Avignon ⥋ La Brillanne          | Avignon ⥋ La Brillanne          | Avignon ⥋ La Brillanne          | Avignon ⥋ La Brillanne          | Avignon ⥋ La Brillanne                     | Avignon ⥋ La Brillanne                   | Avignon ⥋ La Brillanne          | Avignon ⥋ La Brillanne                            |
| 915   | Ouverture / Fermeture — / — | Longueur —                      | Durée 1h30 min                  | Nb. d’arrêts —                  | Matériel —                      | Jours de fonctionnement —                  | Jour / Soir / Nuit / Fêtes — / — / — / — | Voy. / an —                     | Exploitant Transdev Vaucluse                      |
| 915   | Desserte : - Villes desservis : Avignon - Cavaillon - Maubec - Beaumettes - Goult - Bonnieux - Gargas - Apt - Saint-Martin-de-Castillon - Céreste - Reillanne - Saint-Michel-l'Observatoire - Mane - Forcalquier - Niozelles - La Brillanne - Correspondances : Zou ! 63656869460480481482483706708902905906907909914916917918920926989, C'mon bus, Mobily, - Arrêts desservis : Gare TGV, Gare Centre, PEM Gare Routière, Magnanen, Limbert/Voie d'insertion, Cité SNCF, Cap Sud, Stade Nautique, Lycée Agricole, Bonpas, Les Vignères RD 900, Coustellet Route d'Apt ou École, RD 900 ou Rond-Point, Lumières, Gare de Bonnieux RD 900, Pont Julien, Le Chêne, Aptunion, Avenue de Lançon, Office de Tourisme, La Bouquerie, PEM Gare Routière, Le Petit Jas, La Bégude, Village, Garde de Dieu, Carrefour Saint-Michel Rimourelle, Le Lavoir, Place Martial Sicard (ou Le Viou), Village, Place RD 4096, Gare SNCF |                                 |                                 |                                 |                                 |                                            |                                          |                                 |                                                   |
| 915   | Autre : - Date de dernière mise à jour : 12 août 2023. |                                 |                                 |                                 |                                 |                                            |                                          |                                 |                                                   |
| 915   | Dernière actualisation : — |                                 |                                 |                                 |                                 |                                            |                                          |                                 |                                                   |
| 916   | Apt ⥋ Sault | Apt ⥋ Sault                     | Apt ⥋ Sault                     | Apt ⥋ Sault                     | Apt ⥋ Sault                     | Apt ⥋ Sault                                | Apt ⥋ Sault                              | Apt ⥋ Sault                     | Apt ⥋ Sault                                       |
| 916   | Ouverture / Fermeture — / — | Longueur —                      | Durée —                         | Nb. d’arrêts —                  | Matériel —                      | Jours de fonctionnement —                  | Jour / Soir / Nuit / Fêtes — / — / — / — | Voy. / an —                     | Exploitant Transdev Vaucluse                      |
| 916   | Desserte : Apt - Sault |                                 |                                 |                                 |                                 |                                            |                                          |                                 |                                                   |
| 916   | Autre : |                                 |                                 |                                 |                                 |                                            |                                          |                                 |                                                   |
| 916   | Dernière actualisation : — |                                 |                                 |                                 |                                 |                                            |                                          |                                 |                                                   |
| 917   | Apt ⥋ Cavaillon (via Gordes) | Apt ⥋ Cavaillon (via Gordes)    | Apt ⥋ Cavaillon (via Gordes)    | Apt ⥋ Cavaillon (via Gordes)    | Apt ⥋ Cavaillon (via Gordes)    | Apt ⥋ Cavaillon (via Gordes)               | Apt ⥋ Cavaillon (via Gordes)             | Apt ⥋ Cavaillon (via Gordes)    | Apt ⥋ Cavaillon (via Gordes)                      |
| 917   | Ouverture / Fermeture — / — | Longueur —                      | Durée 1h15 min                  | Nb. d’arrêts —                  | Matériel —                      | Jours de fonctionnement —                  | Jour / Soir / Nuit / Fêtes — / — / — / — | Voy. / an —                     | Exploitant Transdev Vaucluse                      |
| 917   | Desserte : Apt - Gordes - Cavaillon |                                 |                                 |                                 |                                 |                                            |                                          |                                 |                                                   |
| 917   | Autre : |                                 |                                 |                                 |                                 |                                            |                                          |                                 |                                                   |
| 917   | Dernière actualisation : — |                                 |                                 |                                 |                                 |                                            |                                          |                                 |                                                   |
| 918   | Apt ⥋ Cavaillon (via Bonnieux) | Apt ⥋ Cavaillon (via Bonnieux)  | Apt ⥋ Cavaillon (via Bonnieux)  | Apt ⥋ Cavaillon (via Bonnieux)  | Apt ⥋ Cavaillon (via Bonnieux)  | Apt ⥋ Cavaillon (via Bonnieux)             | Apt ⥋ Cavaillon (via Bonnieux)           | Apt ⥋ Cavaillon (via Bonnieux)  | Apt ⥋ Cavaillon (via Bonnieux)                    |
| 918   | Ouverture / Fermeture — / — | Longueur —                      | Durée 1h30 min                  | Nb. d’arrêts —                  | Matériel —                      | Jours de fonctionnement —                  | Jour / Soir / Nuit / Fêtes — / — / — / — | Voy. / an —                     | Exploitant Transdev Vaucluse                      |
| 918   | Desserte : Apt - Bonnieux - Cavaillon |                                 |                                 |                                 |                                 |                                            |                                          |                                 |                                                   |
| 918   | Autre : |                                 |                                 |                                 |                                 |                                            |                                          |                                 |                                                   |
| 918   | Dernière actualisation : — |                                 |                                 |                                 |                                 |                                            |                                          |                                 |                                                   |
| 919   | Cucuron ⥋ Cadenet | Cucuron ⥋ Cadenet               | Cucuron ⥋ Cadenet               | Cucuron ⥋ Cadenet               | Cucuron ⥋ Cadenet               | Cucuron ⥋ Cadenet                          | Cucuron ⥋ Cadenet                        | Cucuron ⥋ Cadenet               | Cucuron ⥋ Cadenet                                 |
| 919   | Ouverture / Fermeture — / — | Longueur —                      | Durée 20 min                    | Nb. d’arrêts —                  | Matériel —                      | Jours de fonctionnement —                  | Jour / Soir / Nuit / Fêtes — / — / — / — | Voy. / an —                     | Exploitant Société des Autocars de Haute-Provence |
| 919   | Desserte : Cucuron - Vaugines - Lourmarin - Cadenet |                                 |                                 |                                 |                                 |                                            |                                          |                                 |                                                   |
| 919   | Autre : |                                 |                                 |                                 |                                 |                                            |                                          |                                 |                                                   |
| 919   | Dernière actualisation : — |                                 |                                 |                                 |                                 |                                            |                                          |                                 |                                                   |
| 920   | Carpentras ⥋ Avignon Agroparc | Carpentras ⥋ Avignon Agroparc   | Carpentras ⥋ Avignon Agroparc   | Carpentras ⥋ Avignon Agroparc   | Carpentras ⥋ Avignon Agroparc   | Carpentras ⥋ Avignon Agroparc              | Carpentras ⥋ Avignon Agroparc            | Carpentras ⥋ Avignon Agroparc   | Carpentras ⥋ Avignon Agroparc                     |
| 920   | Ouverture / Fermeture — / — | Longueur —                      | Durée 1h15 min                  | Nb. d’arrêts —                  | Matériel —                      | Jours de fonctionnement —                  | Jour / Soir / Nuit / Fêtes — / — / — / — | Voy. / an —                     | Exploitant Raoux Voyages                          |
| 920   | Desserte : Carpentras - Avignon Agroparc |                                 |                                 |                                 |                                 |                                            |                                          |                                 |                                                   |
| 920   | Autre : |                                 |                                 |                                 |                                 |                                            |                                          |                                 |                                                   |
| 920   | Dernière actualisation : — |                                 |                                 |                                 |                                 |                                            |                                          |                                 |                                                   |
| 922   | Orange ⥋ Châteauneuf-du-Pape | Orange ⥋ Châteauneuf-du-Pape    | Orange ⥋ Châteauneuf-du-Pape    | Orange ⥋ Châteauneuf-du-Pape    | Orange ⥋ Châteauneuf-du-Pape    | Orange ⥋ Châteauneuf-du-Pape               | Orange ⥋ Châteauneuf-du-Pape             | Orange ⥋ Châteauneuf-du-Pape    | Orange ⥋ Châteauneuf-du-Pape                      |
| 922   | Ouverture / Fermeture — / — | Longueur —                      | Durée 40 min                    | Nb. d’arrêts —                  | Matériel —                      | Jours de fonctionnement —                  | Jour / Soir / Nuit / Fêtes — / — / — / — | Voy. / an —                     | Exploitant Voyages Arnaud                         |
| 922   | Desserte : Orange - Châteauneuf-du-Pape |                                 |                                 |                                 |                                 |                                            |                                          |                                 |                                                   |
| 922   | Autre : |                                 |                                 |                                 |                                 |                                            |                                          |                                 |                                                   |
| 922   | Dernière actualisation : — |                                 |                                 |                                 |                                 |                                            |                                          |                                 |                                                   |
| 923   | Pays d'Aigues ⥋ Aix-en-Provence | Pays d'Aigues ⥋ Aix-en-Provence | Pays d'Aigues ⥋ Aix-en-Provence | Pays d'Aigues ⥋ Aix-en-Provence | Pays d'Aigues ⥋ Aix-en-Provence | Pays d'Aigues ⥋ Aix-en-Provence            | Pays d'Aigues ⥋ Aix-en-Provence          | Pays d'Aigues ⥋ Aix-en-Provence | Pays d'Aigues ⥋ Aix-en-Provence                   |
| 923   | Ouverture / Fermeture — / — | Longueur —                      | Durée 1h15 18 min               | Nb. d’arrêts —                  | Matériel —                      | Jours de fonctionnement L, Ma, Me, J, V, S | Jour / Soir / Nuit / Fêtes O / N / N / N | Voy. / an —                     | Exploitant Transdev Vaucluse                      |
| 923   | Desserte : Pays d'Aigues-Pertuis-Aix-en-Provence |                                 |                                 |                                 |                                 |                                            |                                          |                                 |                                                   |
| 923   | Autre : |                                 |                                 |                                 |                                 |                                            |                                          |                                 |                                                   |
| 923   | Dernière actualisation : — |                                 |                                 |                                 |                                 |                                            |                                          |                                 |                                                   |
| 926   | Apt ⥋ Banon | Apt ⥋ Banon                     | Apt ⥋ Banon                     | Apt ⥋ Banon                     | Apt ⥋ Banon                     | Apt ⥋ Banon                                | Apt ⥋ Banon                              | Apt ⥋ Banon                     | Apt ⥋ Banon                                       |
| 926   | Ouverture / Fermeture — / — | Longueur —                      | Durée —                         | Nb. d’arrêts —                  | Matériel —                      | Jours de fonctionnement —                  | Jour / Soir / Nuit / Fêtes — / — / — / — | Voy. / an —                     | Exploitant Transdev Vaucluse                      |
| 926   | Desserte : Apt / Banon |                                 |                                 |                                 |                                 |                                            |                                          |                                 |                                                   |
| 926   | Autre : |                                 |                                 |                                 |                                 |                                            |                                          |                                 |                                                   |
| 926   | Dernière actualisation : — |                                 |                                 |                                 |                                 |                                            |                                          |                                 |                                                   |

## Transport à la demande
| Ligne | Caractéristiques                                              | Caractéristiques                      | Caractéristiques                      | Caractéristiques                      | Caractéristiques                      | Caractéristiques                      | Caractéristiques                         | Caractéristiques                      | Caractéristiques                      |
| 983   | Pays d'Aigues ⥋ Aix-en-Provence                               | Pays d'Aigues ⥋ Aix-en-Provence       | Pays d'Aigues ⥋ Aix-en-Provence       | Pays d'Aigues ⥋ Aix-en-Provence       | Pays d'Aigues ⥋ Aix-en-Provence       | Pays d'Aigues ⥋ Aix-en-Provence       | Pays d'Aigues ⥋ Aix-en-Provence          | Pays d'Aigues ⥋ Aix-en-Provence       | Pays d'Aigues ⥋ Aix-en-Provence       |
| ----- | ------------------------------------------------------------- | ------------------------------------- | ------------------------------------- | ------------------------------------- | ------------------------------------- | ------------------------------------- | ---------------------------------------- | ------------------------------------- | ------------------------------------- |
| 983   | Ouverture / Fermeture — / —                                   | Longueur —                            | Durée —                               | Nb. d’arrêts —                        | Matériel —                            | Jours de fonctionnement —             | Jour / Soir / Nuit / Fêtes — / — / — / — | Voy. / an —                           | Exploitant Sud-Est Mobilités          |
| 983   | Desserte : Pays d'Aigues - La Tour d'Aigues - Aix-en-Provence |                                       |                                       |                                       |                                       |                                       |                                          |                                       |                                       |
| 983   | Autre :                                                       |                                       |                                       |                                       |                                       |                                       |                                          |                                       |                                       |
| 983   | Dernière actualisation : —                                    |                                       |                                       |                                       |                                       |                                       |                                          |                                       |                                       |
| 984   | Pays de Vaison ⥋ Vallée du Toulourenc                         | Pays de Vaison ⥋ Vallée du Toulourenc | Pays de Vaison ⥋ Vallée du Toulourenc | Pays de Vaison ⥋ Vallée du Toulourenc | Pays de Vaison ⥋ Vallée du Toulourenc | Pays de Vaison ⥋ Vallée du Toulourenc | Pays de Vaison ⥋ Vallée du Toulourenc    | Pays de Vaison ⥋ Vallée du Toulourenc | Pays de Vaison ⥋ Vallée du Toulourenc |
| 984   | Ouverture / Fermeture — / —                                   | Longueur —                            | Durée —                               | Nb. d’arrêts —                        | Matériel —                            | Jours de fonctionnement —             | Jour / Soir / Nuit / Fêtes — / — / — / — | Voy. / an —                           | Exploitant CTP Cars Lieutaud          |
| 984   | Desserte : Pays de Vaison - Vallée du Toulourenc              |                                       |                                       |                                       |                                       |                                       |                                          |                                       |                                       |
| 984   | Autre :                                                       |                                       |                                       |                                       |                                       |                                       |                                          |                                       |                                       |
| 984   | Dernière actualisation : —                                    |                                       |                                       |                                       |                                       |                                       |                                          |                                       |                                       |
| 989   | Pays d'Apt ⥋ Pays d'Apt                                       | Pays d'Apt ⥋ Pays d'Apt               | Pays d'Apt ⥋ Pays d'Apt               | Pays d'Apt ⥋ Pays d'Apt               | Pays d'Apt ⥋ Pays d'Apt               | Pays d'Apt ⥋ Pays d'Apt               | Pays d'Apt ⥋ Pays d'Apt                  | Pays d'Apt ⥋ Pays d'Apt               | Pays d'Apt ⥋ Pays d'Apt               |
| 989   | Ouverture / Fermeture — / —                                   | Longueur —                            | Durée —                               | Nb. d’arrêts —                        | Matériel —                            | Jours de fonctionnement —             | Jour / Soir / Nuit / Fêtes — / — / — / — | Voy. / an —                           | Exploitant Sud-Est Mobilités          |
| 989   | Desserte : Pays d'Apt                                         |                                       |                                       |                                       |                                       |                                       |                                          |                                       |                                       |
| 989   | Autre :                                                       |                                       |                                       |                                       |                                       |                                       |                                          |                                       |                                       |
| 989   | Dernière actualisation : —                                    |                                       |                                       |                                       |                                       |                                       |                                          |                                       |                                       |

## Lignes de train circulant dans le département
| Ligne | Tracé                                                        |
| ----- | ------------------------------------------------------------ |
| 8     | Marseille-St-Charles - Avignon-Centre via Arles et Tarascon  |
| 9     | Marseille-St-Charles - Avignon-Centre via Salon et Cavaillon |
| 9 bis | Avignon TGV - Carpentras                                     |
| 12    | Marseille-St-Charles - Pertuis via Aix-en-Provence           |